# FA Amateur Cup

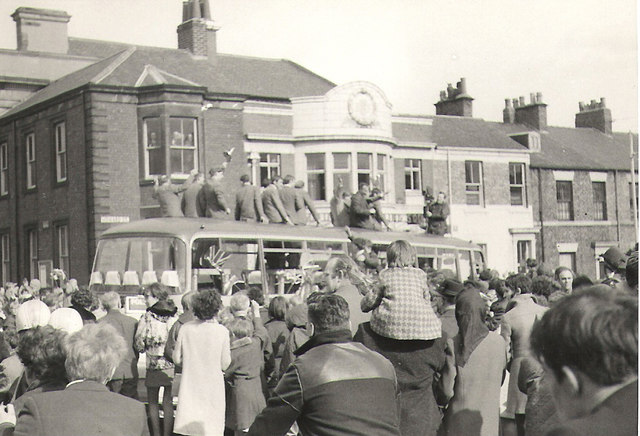
North Shields viert de winst van de FA Amateur Cup in 1969

De FA Amateur Cup was een Engelse voetbalcompetitie. De beker werd opgezet door de FA omdat de FA Cup gedomineerd werd door de profclubs. In die tijd waren amateurclubs ook sterk maar toch niet zo sterk als de profs. In 1974 werd de competitie afgeschaft nadat de FA geen onderscheid meer maakte tussen profclubs en amateurclubs. In de plaats werden 2 nieuwe competities opgezet voor de amateurs, de FA Trophy en FA Vase.
Bijna alle winnaars kwamen uit de Isthmian League rond Londen (29 titels) of de Northern League (21 titels). Bishop Auckland FC is de recordhouder met 10 titels.

## Finales
1973-74		Bishop's Stortford -Ilford 4-1 
1972-73		Walton & Hersham - Slough Town	 1-0
1971-72		Hendon -Enfield 	2-0
1970-71		Skelmersdale United-Dagenham 4-1
1969-70		Enfield 	-Dagenham 5-1
1968-69		North Shields-Sutton United 2-1
1967-68		Leytonstone -Chesham United 1-0
1966-67		Enfield 	-Skelmersdale United  0-0 (n.v.), 3-0
1965-66		Wealdstone-Hendon	 3-1
1964-65		Hendon	-Whitby Town 3-1
1963-64		Crook Town-Enfield  2-1
1962-63		Wimbledon-Sutton United 4-2
1961-62		Crook Town-Hounslow 1-1 (n.v.), 4-0
1960-61		Walthamstow Avenue-West Auckland	 2-1
1959-60		Hendon	-Kingstonian 2-1
1958-59		Crook Town-Barnet  3-2
1957-58		Woking	-Ilford	 3-0
1956-57		Bishop Auckland	-Wycombe Wanderers3-1
1955-56		Bishop Auckland	-Corinthian Casuals 1-1 (n.v.), 4-1
1954-55		Bishop Auckland	-Hendon	 2-0
1953-54		Crook Town-Bishop Auckland 1-0
1952-53		Pegasus 	-Harwich & Parkeston 6-0
1951-52		Walthamstow Avenue-Leyton 2-1
1950-51		Pegasus 	-Bishop Auckland	 2-1			
1949-50		Willington-Bishop Auckland 4-0		
1948-49		Bromley	-Romford	 1-0
1947-48		Leytonstone -Barnet 1-0
1946-47		Leytonstone -Wimbledon 2-1
1945-46		Barnet 	-Bishop Auckland	 3-2
1938-39		Bishop Auckland-Wellington 3-0 (n.v.)
1937-38		Bromley	-Erith & Belvedere 1-0
1936-37		Dulwich Hamlet	-Leyton  2-0
1935-36		The Casuals-Ilford 1-1 (n.v.), 2-0 		
1934-35		Bishop Auckland	-Wimbledon 0-0 (n.v.), 2-1
1933-34		Dulwich Hamlet	-Leyton  2-1
1932-33		Kingstonian-Stockton 1-1 (n.v.), 4-1
1931-32		Dulwich Hamlet-Marine 7-1	
1930-31		Wycombe Wanderers-Hayes 1-0
1929-30		Ilford 	- Bournemouth Gasworks Athletic  5-1
1928-29		Ilford 	-Leyton  3-1	
1927-28		Leyton-  Cockfield  3-2
1926-27		Leyton 	- Barking Town  3-1
1925-26		Northern Nomads -Stockton 7-1
1924-25		Clapton	-Southall 2-1
1923-24		Clapton 	-Erith & Belvedere 3-0
1922-23		London Caledonians- Evesham Town 2-1 (n.v.)
1921-22		Bishop Auckland	-South Bank 5-2 (n.v.) 
1920-21		Bishop Auckland-  Swindon Victoria  4-2	
1919-20		Dulwich Hamlet - Tufnell Park  1-0 (n.v.)
1914-15		Clapton -Bishop Auckland	 1-0
1913-14		Bishop Auckland	-Northern Nomads  1-0
1912-13		South Bank -Oxford City 1-1 (n.v.), 1-0
1911-12		Stockton- Eston United  0-0 (n.v.), 1-0
1910-11		Bromley 	-Bishop Auckland	 1-0
1909-10		RMLI Gosport-South Bank	 2-1
1908-09		Clapton -Eston United 6-0
1907-08		Dep. Bat. Royal Engineers.-Stockton 2-1
1906-07		Clapton -Stockton 2-1
1905-06		Oxford City-Bishop Auckland 3-0
1904-05		West Hartlepool	-Clapton 3-2
1903-04		Sheffield -  Ealing  3-1
1902-03		Stockton-Oxford City 0-0 (n.v.), 1-0
1901-02		Old Malvernians -Bishop Auckland	 5-1
1900-01		Crook Town-King's Lynn 1-1 (n.v.), 3-0
1899-00		Bishop Auckland	-Lowestoft Town 5-1
1989-99		Stockton -Harwich & Parkeston 1-0
1897-98		Middlesbrough 	-Uxbridge 2-1
1896-97		Old Carthusians 	-Stockton 1-1 (n.v.), 4-1
1895-96		Bishop Auckland	- Royal Artillery Portsmouth 8-0
1894-95		Middlesbrough-Old Carthusians  2-1
1893-94		Old Carthusians	-The Casuals 2-1